# Patrick Gibson, Baron Gibson
Richard Patrick Tallentyre Gibson, Baron Gibson (* 5. Februar 1916 in Kensington, London; † 20. April 2004 in Lye Green, East Sussex) war ein britischer Wirtschaftsmanager, Unternehmer und Verleger, der als Vorsitzender des britischen Kunstrates (Arts Council of Great Britain) zwischen 1972 und 1977 maßgeblichen Einfluss auf das kulturelle Leben hatte sowie anschließend von 1977 bis 1986 Vorsitzender des National Trust war und 1975 als Life Peer aufgrund des Life Peerages Act 1958 Mitglied des House of Lords wurde.

## Leben
Gibson, Sohn eines Börsenmaklers, absolvierte nach dem Besuch des Eton College ein Studium am Magdalen College der University of Oxford und nahm danach wie sein Vater eine Tätigkeit als Börsenmakler auf. Im Rahmen einer Offiziersausbildung im Royal Corps of Signals wurde er am 12. Juli 1939 zum Second Lieutenant befördert. Zu Beginn des Zweiten Weltkrieges trat er 1939 seinen Militärdienst bei den Middlesex Yeomanry ein und nahm in dieser Einheit während des Afrikafeldzuges an Gefechten gegen Italien in Nordafrika teil. 1941 geriet er in Kriegsgefangenschaft, die er in einem Kriegsgefangenenlager in Parma verbrachte.
Nach dem Waffenstillstand von Cassibile am 3. September 1943 wurde er aus der Gefangenschaft entlassen und unternahm mit seinen Mitgefangenen und lebenslangen Freunden Edward Tomkins, der später Botschafter in den Niederlanden sowie in Frankreich war, sowie Nigel Strutt, ein späterer High Sheriff von Essex, eine Flucht durch Italien, die sein Interesse für das Land weckte. Nach sechs Wochen erreichten die drei den Fluss Sangro in den Abruzzen, wo sie – Tomkins mittlerweile verwundet – auf britische Truppen stießen. Nach einem Aufenthalt im Krankenhaus kehrte Gibson nach England zurück, wo er um Versetzung zur italienischen Abteilung der Sondereinsatztruppe SOE (Special Operations Executive) bat. Im Anschluss wurde er nach Italien versetzt, um die dortige Resistenza in ihrem Partisanenkrieg gegen die deutsche Wehrmacht zu unterstützen. 

### Journalist und Manager
Danach arbeitete er zwischen 1945 und 1946 in der Politischen Nachrichtendienstabteilung des Außenministeriums (Foreign Office), wo er Dione Pearson kennenlernte, die er bereits am 14. Juli 1945 heiratete. Seine Ehefrau war eine Enkelin von Weetman Pearson, 1. Viscount Cowdray, der für die Liberal Party den Wahlkreis Colchester im House of Commons vertreten und einen Familienkonzern mit weitläufigen wirtschaftlichen Interessen begründet hatte, das Öl-, Bank- und Verlagsunternehmen umfasste. Das Verlagsunternehmen umfasste die Westminster Press, eine Gruppe von Provinzzeitungen, für die Gibson 1947 als journalistischer Trainee zu arbeiten begann. Bald darauf stieg er 1948 zum Redaktionsleiter auf und bekleidete diese Position bis 1978.
Im Laufe der Zeit wird er Mitglied der Vorstände der Financial Times, The Economist sowie der Holding-Gesellschaft S. Pearson and Son. 1967 wurde er Vorstandsvorsitzender von Longman Pearson, der Buchverlag der Gesellschaft, und übte diese Funktion bis 1979 aus. Zugleich war er von 1969 bis 1975 stellvertretender Vorsitzender der Mediengruppe Pearson.

### Vorsitzender des Britischen Kunstrates
Als Nachfolger von Arnold Goodman, Baron Goodman übernahm er 1972 die Funktion des Vorsitzenden des britischen Kunstrates (Arts Council of Great Britain) und hatte in dieser Position bis zu seiner Ablösung durch Kenneth Robinson 1977 maßgeblichen Einfluss auf das kulturelle Leben Großbritanniens. Seine Amtszeit war geprägt von einer Periode einer schnell angestiegenen Inflation und der Haushaltskrise der durch die Labour Party unter Premierminister Harold Wilson 1974 gebildeten Regierung, die den Zuschuss für den Kunstrat nach einem langjährigen vorherigen Wachstum kürzte.
Gleichzeitig wurden Kosten für Elitedenken aufgestellt und es kam zur Kritik an der Politik, die – wie manche glaubten – auf einem zu engstirnigen und traditionellen Blick auf die Künste basierte. Gibson versuchte sich als Vorsitzender in dieser schwierigen Zeit zu wehren und es gelang ihm, dem Druck des Schatzamtes (HM Treasury) zu widerstehen, das Royal Opera House mit der English National Opera (ENO) zu verbinden.

### Oberhausmitglied
Durch ein Letters Patent vom 31. Januar 1975 wurde Gibson als Life Peer mit dem Titel Baron Gibson, of Penn’s Rocks in the County of East Sussex, in den Adelsstand erhoben und gehörte bis zu seinem Tod dem House of Lords als Mitglied an.
1975 wurde Gibson Vorstandsvorsitzender der Financial Times und fungierte schließlich von 1978 bis 1983 als Vorstandsvorsitzender der Mediengruppe Pearson, die aus S. Pearson and Son hervorgegangen war. Zuvor war er von 1975 bis 1978 Exekutiv-Vizevorsitzender der Mediengruppe Pearson.
Darüber hinaus engagierte sich Gibson als Vorsitzender des Beirates des Victoria and Albert Museum, Direktor des Royal Opera House, Treuhänder der Glyndebourne Festival Opera, Mitglied des Exekutivkomitees des The Art Fund sowie Berater der Calouste Gulbenkian Foundation.

### Vorsitzender des National Trust
Darüber hinaus wurde er 1977 Vorsitzender des National Trust for Places of Historic Interest or Natural Beauty, eine gemeinnützige Organisation, die Objekte aus dem Bereich der Denkmalpflege und des Naturschutzes in England, Wales und Nordirland betreut. Bereits seit 1963 engagierte er sich im National Trust als Mitglied von deren Exekutivkomitee und war außerdem Mitglied einer 1968 unter dem Vorsitz von Henry Benson eingesetzten Kommission, die einen weitreichenden und höchst einflussreichen Bericht über Management, Organisation und Verantwortlichkeiten beim National Trust fertigte. 1980 verlieh ihm die University of Reading einen Ehrendoktor der Literaturwissenschaften.
Während seiner bis 1986 dauernden Tätigkeit als Vorsitzender des National Trust wuchs die Mitgliederzahl und erreichte 1980 die Millionen-Grenze. Darüber hinaus wurden zahlreiche bedeutende Objekte erworben wie Kedleston Hall, Belton House, Fountains Abbey, Canons Ashby und der berühmte Pennine Way von Kinder Scout erworben.
Aufgrund der Kritik einer Gruppe von Mitgliedern wegen der Gewährung der Erweiterung einer Landnutzung durch das Kommunikationszentrum des Verteidigungsministeriums in den Chiltern Hills kam es 1983 während einer außerordentlichen Generalversammlung auch zu einem Misstrauensvotum gegen ihn, das allerdings mit breiter Mehrheit abgelehnt wurde. Allerdings ordnete er daraufhin an, dass der Beirat des National Truste zukünftig in alle Entscheidungen eingebunden werden sollte, die die Nutzung von unveräußerlichen Grundstücken betrafen.
1992 verlieh ihm die Keele University einen weiteren Ehrendoktor der Literaturwissenschaften.